# Burić Selo
Burić Selo – wieś w Chorwacji, w żupanii karlowackiej, w gminie Krnjak. W 2011 roku liczyła 29 mieszkańców.